# Грабовский, Павел Арсеньевич
Па́вел Арсе́ньевич Грабо́вский (укр. Павло Арсенович Грабовський; 30 августа [11 сентября] 1864, село Пушкарное, Харьковской губернии, ныне село Грабовское Сумской области Украины — 29 ноября [12 декабря] 1902, Тобольск) — украинский поэт, переводчик, публицист, участник революционного движения. Отец Бориса Грабовского — одного из изобретателей телевидения.

## Биография, революционная деятельность
Родился 30 августа (11 сентября) 1864 года в семье сельского пономаря в Пушкарном Харьковской губернии. Отец умер рано, оставив пятерых детей на руках у матери. Учился в Ахтырском духовном училище (1874—1879).
С 1879 года учился в Харьковской духовной семинарии. В 1882 году при обыске в семинарии у П. А. Грабовского были обнаружены запрещённая литература и лотерейные билеты в пользу политических заключённых. После отказа от дачи объяснений он был исключён из семинарии и 3 декабря 1882 года заключён под стражу, а 11 декабря был выслан на 2 года под надзор полиции по месту рождения. В 1885 году получил разрешение жить в Харькове, где стал одним из руководителей «группы революционных народников»; был корректором в газете «Южный край».
В 1886 году был призван на военную службу и в том же году за оскорбление офицера был направлен в войска Туркестанского военного округа. По дороге, в Оренбурге, был арестован за распространение политической литературы и отправлен обратно в Харьков для дознания. На допросе признал своё знакомство с членами революционной группы, факты хранения и распространения запрещённых изданий.
В 1888 году из Московской пересыльной тюрьмы (Бутырки) отправлен на 5 лет в ссылку в Сибирь. Поселён под надзор полиции в Балаганске (Иркутская губерния).
В 1889 году принял участие в составлении и распространении «Заявления русскому правительству» против зверской расправы над заключёнными 22 марта 1889 года (Якутская трагедия). После появления текста заявления в зарубежной печати был арестован и обвинён в составлении политического воззвания.
В 1891 году по постановлению Иркутского губернского суда приговорён к лишению всех прав состояния и каторжным работам на 4 года. В 1892 году по решению Сената каторга была заменена на ссылку-поселение в «отдаленнейшие места Сибири». Поселён в Якутской области (Вилюйск), с 1896 — в Якутске.
В 1899 году переведён в Тобольск. В Тобольске давал частные уроки, работал корректором, служил в ветеринарном отделении губернского управления. Незадолго до смерти П. А. Грабовскому поручили быть секретарём губернского совещания о нуждах сельскохозяйственной промышленности. Продолжал заниматься литературным творчеством, в 1899—1901 публиковал статьи в издававшейся тогда газете «Сибирский листок».
Умер в Тобольске в 1902 году от туберкулёза. Похоронен на Завальном кладбище, вблиз могил декабристов.

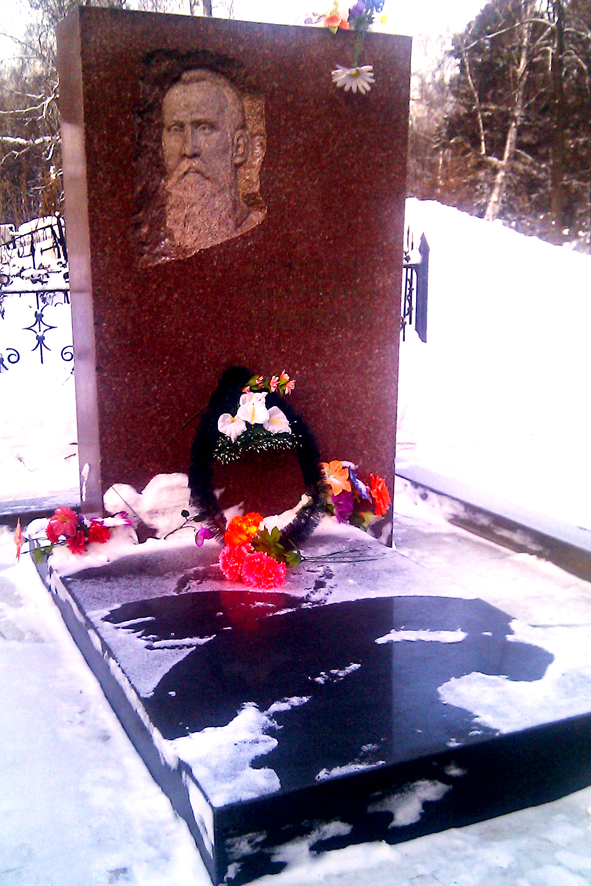
Могила П. А. Грабовского

Из 38 лет своей короткой жизни 20 Павел Арсеньевич провёл в заключении и ссылке. В письме Б. Гринченко от 14 декабря 1901 года поэт писал автобиографию, завершив её горькими словами:
«Горем и нищетой началась моя жизнь, горем и нищетой закончится. Но не надо мне никаких удовольствий и лакомств, дали бы только возможность работать на пользу родному краю, посвятить ему те слабые силы, какие ещё остались в моём покалеченном и изувеченном теле. Не дают и не дадут…».
В честь П. А. Грабовского названы улицы в Киеве, Львове, Харькове, Тобольске, Донецке, Мариуполе, Ахтырке, Вилюйске; село в котором он родился.

## Творчество
П. А. Грабовский — один из представителей украинской революционно-демократической поэзии 1880—90-х гг., последователь традиций Т. Г. Шевченко.
Автор сборников стихов: «Подснежник»/«Пролісок» (Львов, 1894), «С чужого поля» (1895), «С Севера»/«З півночі» (Львов, 1896), «Доля» (1897), «Кобза» (Чернигов, 1898).
Рассматривал литературу как средство борьбы с несправедливостью, социальным злом. Поэзия, по словам П. А. Грабовского, должна быть «смелым голосом за всех обиженных и угнетённых». Многие его стихотворения грустного содержания и написаны под впечатлениями тюремного заключения. Оптимистическая черта поэзии Грабовского — надежда на лучшее будущее, при всём горе личной жизни, добродушие, призыв к добру.
Отрывок из стихотворения «Истинные герои»:
Моя хвала погибшим и живущим

Борцам за будущность Руси родной,

Страдальцам за друзей своих. В грядущем

Им засиять нетленной красотой.
П. А. Грабовский — автор многочисленных переводов на украинский язык произведений мировой классики (Байрона, Гёте, Петефи, Бернса и др.), русских поэтов (Пушкина, в том числе «Евгений Онегин», Лермонтова, Державина, Жуковского и др.), скандинавских, грузинских писателей.
Также переводил украинскую литературу на русский язык. В 1898 г. Грабовский подготовил к печати книгу «Песни Украины», составленную из переводов на русский язык стихов лучших украинских поэтов: Шевченко, Котляревского и др.
Автор статей о Т. Г. Шевченко, Н. Г. Чернышевском, А. С. Пушкине, И. З. Сурикове, Ф. М. Решетникове.

## Личная жизнь
В 1888 году П. Грабовский, в Московской пересыльной тюрьме (Бутырке), познакомился с бывшей учительницей из Таганрога, членом Народной воли Надеждой Малаксиа́но (в замужестве Сиги́дой), также осуждённой за революционную работу. Любовью к ней проникнуты многие его лирические стихи, поэт посвятил ей свой первый поэтический сборник «Подснежник». Надежда Константиновна Малаксиано (Сиги́да) погибла в 1889 году в Карийской трагедии.
Трагическая смерть Надежды Малаксиано (Сигиды) была большим ударом для Грабовского. Именно Надежде Константиновне поэт посвятил 18 поэзий. В одной из них — «До Н. К. С.» — Грабовский писал:
Такої певної, святої,
Такої рідної, як ти,
Такої щирої, простої, -
Вже більше, мабуть, не знайти.
Грабовский называл её своей «звездой ясной», своей музой, сестрою. Умирая, он завещал положить в гроб прядь волос Надежды Малаксиано (Сигиды), которые она подарила ему, расставаясь.
За 2 года до смерти в Тобольске женился на слушательнице фельдшерско-акушерской школы Анастасии Николаевне Бутковской (Лукьяновой), в 1901 г. у них родился сын Борис — в будущем один из изобретателей телевидения.

## Сборники произведений, изданные на русском языке
- П.А. Грабовский. Избранное. Перевод с украинского. Государственное издательство художественной литературы. Москва.1952
- Грабовский Павел Арсеньевич. Избранное: Стихи, очерки, статьи, переводы. — Киев: Веселка, 1983
- Грабовский Павло. Солнышко и дождик: Стихотворения. Для дошк. возраста. Пер. с укр. — Киев: Веселка, 1984
- Грабовский Павло Избранные сочинения. Т.1. Оригинальные стихотворения, переводы и переложения. Т.2. Статьи, очерки, рассказы, письма. — Киев: Днипро, 1985
- Грабовский Павло. Стихотворения. — Киев: Днипро, 1989